# Pieter van Geel
Petrus Leonardus Bastiaan Antonius (Pieter) van Geel (Valkenswaard, 8 april 1951) is een Nederlandse voormalig politicus van het CDA. Hij bekleedde de post van staatssecretaris van Volkshuisvesting, Ruimtelijke Ordening en Milieubeheer in de kabinetten Balkenende I, II en III. Van 21 februari 2007 tot 17 juni 2010 was hij fractievoorzitter van het CDA in de Tweede Kamer en van 2011 tot 2015 was hij de vice-voorzitter van het CDA. Op 1 januari 2011 werd Van Geel voorzitter van de Raad van Toezicht van Stichting NTR.

## Biografie
Van Geel werd geboren in Valkenswaard als zoon van een sorteerder in de Hofnar-sigarenfabriek. Hij heeft nog vier jongere broers en zussen. Na het behalen van het diploma hbs-A studeerde hij planologie aan de Katholieke Universiteit Nijmegen (doctoraal examen 1974). Na zijn studie was hij werkzaam bij de gemeente Helmond (waar hij nog steeds woont) als planoloog, vanaf 1980 als hoofd van de afdeling Onderzoek, Statistiek en Beleidsontwikkeling en vanaf 1988 als gemeentesecretaris.

### Politieke loopbaan
Van 1987 tot 2002 was hij voor het CDA lid van de Provinciale Staten van Noord-Brabant. Vanaf 1995 was hij ook lid van Gedeputeerde Staten. Hij was vicevoorzitter van het Interprovinciaal Overleg (IPO). In 2002 werd hij lid van de Tweede Kamer.
Van Geel was onder meer voorzitter van de Stichting Publiek en Politiek, bestuurslid van het Forum Stedelijke Vernieuwing en eerste vicevoorzitter van het International Network for Urban Development (INTA).
Van Geel werd voor het CDA staatssecretaris van Milieu in het kabinet-Balkenende I. In de kabinetten Balkenende II en Balkenende III bekleedde hij dezelfde functie, zijn post werd ditmaal omschreven als 'duurzaamheid'. Na het overlijden van de echtgenoot van minister Dekker van VROM, eind maart 2005, nam van Geel tijdelijk een deel van haar taken over, onder verantwoordelijkheid van minister Peijs.
Op 21 februari 2007 werd hij gekozen tot nieuwe fractievoorzitter van de CDA-Tweede Kamerfractie. In die functie riep hij op 22 mei 2007 op om ouders die hun kind regelmatig zonder ontbijt naar school laten gaan, verplicht 'bemoeizorg' van het Centrum voor Jeugd en Gezin te laten ondergaan. Dat zou gaan om een niet-vrijblijvende opvoedingscursus.
Op 26 maart 2009, tijdens een debat samen met Van Geel over de kredietcrisis, verliet de gehele PVV-fractie de vergaderzaal, na opmerkingen van Van Geel dat er nauwelijks nog iets te veranderen was aan de crisismaatregelen die de coalitiepartijen voorstelden. Na deze woorden van Van Geel trok de PVV de conclusie dat het debat zinloos was en dat het geen nut had het debat bij te wonen na zo'n volgens hen ondemocratische aankondiging. Tijdens het vertrek van de PVV roffelde een deel van de Kamer op de bankjes.

## Verdere loopbaan
Van Geel was commissaris bij de "Goede Doelen Loterij", de COVRA, het Energiefonds Overijssel en de "Luchtverkeersleiding Nederland".
Tot 1 juli 2017 was hij voorzitter van de "Nederlandse vereniging Frisdranken, Waters, Sappen". In die laatste hoedanigheid lobbyde hij voor de afschaffing van statiegeld. Daarnaast was hij toezichthouder bij Ons Middelbaar Onderwijs, de Koninklijke Kentalis en het Elkerliek Ziekenhuis Helmond.
Hij was in 2017/2018 voorzitter van de Commissie die advies heeft uitgebracht over het toekomstig beheer van de Oostvaardersplassen. In maart 2018 werd hij door het kabinet benoemd tot voorzitter van de overlegtafel Landbouw en Landgebruik in het kader van het Klimaatakkoord.
In 2021 is hij onder meer voorzitter van de Omgevingsraad Schiphol, voorzitter van het Uitvoeringsoverleg Landbouw en Landgebruik in het kader van het klimaatakkoord, lid van het Fundatiebestuur van Novamedia, voorzitter/lid van het Toezichthoudend Orgaan van North Seaports en voorzitter van het landelijk Overleg Wolf en de Wolvencommissies van Gelderland en Noord Brabant .
In 2021 heeft hij een advies uitgebracht over de ontwikkeling van Maastricht Aachen Airport .
Sinds 2022 is hij lid van de RvC van Zeeland Refinery, een joint venture van het Franse Total Energies en het Russische LUKOIL.

## Persoonlijk
Van Geel is een groot fan van de wielersport en fietst zelf ook veel. Hij is lid van de Rooms-Katholieke Kerk en heeft een eigen adviesbureau op het gebied van bestuur en energie.
- Parlement.com: vg9fgoprumwz